# Polyetron myrtaceicola
Polyetron myrtaceicola är en svampart som beskrevs av Bat. & Peres 1963. Polyetron myrtaceicola ingår i släktet Polyetron, divisionen sporsäcksvampar och riket svampar.   Inga underarter finns listade i Catalogue of Life.